# Mombeltrán
Mombeltrán es un municipio y localidad española de la provincia de Ávila, en la comunidad autónoma de Castilla y León. Cuenta con una población de 916 habitantes (INE 2024).
El término municipal tiene una extensión de 49,92 km² y está formado por la localidad de Mombeltrán y un anejo que dista 15 km del núcleo denominado La Higuera.

## Toponimia
Durante la Edad Media el núcleo de la localidad conoció multitud de nombres, hasta que en 1461, con la adquisición del territorio por parte de don Beltrán de la Cueva, se fijó el topónimo actual.
En torno a 1250 la localidad era conocida con el nombre de El Colmenar, tras lo que pasaría a llamarse Colmenar de Pascual Peláez a finales del siglo XIII, Colmenar de las Ferrerías entre 1393 y 1422, Colmenar de Arenas entre 1430 y 1453 y, finalmente, Mombeltrán —en deferencia de Enrique IV de Castilla hacia su favorito Beltrán de la Cueva— desde 1461 hasta nuestros días. Las Ferrerías hacen referencia a las numerosas minas de hierro de la comarca en la Edad Media.

## Geografía
Integrado en la comarca de Valle del Tiétar, se sitúa a 71 km de la capital provincial. El término municipal está atravesado por la carretera nacional N-502 entre los pK 67 y 75, y por las carreteras provinciales AV-922, que conecta con San Esteban del Valle, y AV-923, que se dirige a Arenas de San Pedro. Además, otras carreteras locales permiten la comunicación con El Arenal y Santa Cruz del Valle.
El relieve del municipio es predominantemente montañoso al encontrarse en plena sierra de Gredos, y es punto central del denominado barranco de las Cinco Villas, en la vertiente sur de la sierra. Las mayores elevaciones del municipio se encuentran al noroeste, destacando La Penca (1357 m) y cerro de las Cabezas (1430 m). Por el este, el río Ramacastañas, afluente del Tiétar, hace de límite con Santa Cruz del Valle. A su vez, el río Tiétar hace de límite con Hontanares por el sur. La altitud oscila entre los 1430 m al noroeste (cerro de las Cabezas) y los 375 m al sur, a orillas del río Tiétar. El pueblo se alza a 638 m sobre el nivel del mar.
Mombeltrán es el eje del valle de las Cinco Villas, descrito como «paradisíaco Valle del Barranco» por Miguel de Unamuno. Existe diversidad de paisajes en el municipio, que alternan la pradera, los pinares y las huertas escalonadas con los ventisqueros de la sierra de Gredos; con una gama de cultivos que comprende la viña, el olivo y la higuera junto al limonero.
| Noroeste: El Arenal           | Norte: Cuevas del Valle y Villarejo del Valle | Noreste: San Esteban del Valle              |
| Oeste: Arenas de San Pedro    |                                               | Este: Santa Cruz del Valle                  |
| Suroeste: Arenas de San Pedro | Sur: Hontanares                               | Sureste: Santa Cruz del Valle y Hontanares. |

El exclave de La Palanquilla, situado al este, cerca del collado de La Abantera (1471 m), limita con San Esteban del Valle, Pedro Bernardo, Santa Cruz del Valle y Lanzahíta.
El exclave de Las Escorias, al sureste, limita con Santa Cruz del Valle, Lanzahíta y Hontanares.
Otro exclave situado en la otra orilla del Tiétar, en el extremo suroriental, limita con Lanzahíta, Buenaventura (Toledo), Navamorcuende (Toledo), Montesclaros (Toledo) y Hontanares.

## Historia
De las poblaciones asentadas en esta zona anteriores a la Reconquista y repoblación por los cristianos en el siglo XI, no se encuentran de la Edad del Hierro restos fehacientes hasta ahora, pero de la época romana se tienen noticias por el geógrafo Estrabón de que los vacceos dominaban el territorio, quedando además de esa época la calzada romana. De los árabes quedan vestigios en la toponimia local (Galayos, Almoclón, etc.). Según la tradición, el origen se atribuye a un tal Pascual Peláez, que asentó sus colmenas donde hoy está la villa y alrededor del mismo surgió el pequeño núcleo de población que luego se llamó Colmenar de Pascual Peláez durante el reinado de Fernando IV de Castilla (1295-1312).
Los pobladores, al parecer de algunos autores, proceden de Ávila, concretamente de la colación de San Juan, basándose en que el primitivo blasón de la villa, que tiene el cordero con una bandera y en ésta una cruz, y también por el sello que se utilizaba en la Edad Media, donde además acompañaban al cordero dos pinos y un risco, así como la correspondiente leyenda identificatoria.
Antes de la «Reconquista» cristiana, en Mombeltrán —la aldea de Colmenar—, es probable que existiera una comunidad mixta de pastores mozárabes y musulmanes. El núcleo de Mombeltrán, inicialmente denominado Colmenar, perteneció al alfoz de Ávila desde los comienzos de la repoblación cristiana propiciada por la conquista por parte de Alfonso VI de la ciudad de Toledo. Es ya en los siglos XIII y XIV cuando la comarca del Valle del Tiétar se convirtió en una región próspera y rica de la corona de Castilla, debido a la existencia de variadas explotaciones agrícola-ganadero-forestales que permitía la abundancia de agua. Entre los diferentes aprovechamientos en el valle destacaban el olivo, la miel, frutales, viñedos y la madera proveniente de unos bosques que por aquel entonces cubrían todo el valle del Tiétar y a partir de entonces comenzaron a deforestarse y roturarse.
En el reinado de Enrique III de Castilla (1390-1406) se confirma por parte de éste una carta de su padre (Juan I de Castilla en Ávila) en 1391 refrendada por las Cortes de Burgos de 9 de septiembre de 1417 y también los privilegios, fueros, franquezas, libertades y otras exenciones otorgados por Alfonso IX de León donde aparece con el nombre de Colmenar de Pascual Peláez de las Ferrerías.
El rey Enrique III le otorgó el título de villa en 1393. Desde 1393 a 1422 fue señorío del condestable Ruy López Dávalos, con el nombre de Colmenar de las Ferrerías de Ávila. A partir de entonces y hasta 1428 fue señorío del infante don Juan, futuro rey de Aragón y de Navarra y padre del príncipe de Viana y de Fernando el Católico, que en 1428 cedió el territorio a don Luis de Guzmán, marqués de Calatrava.

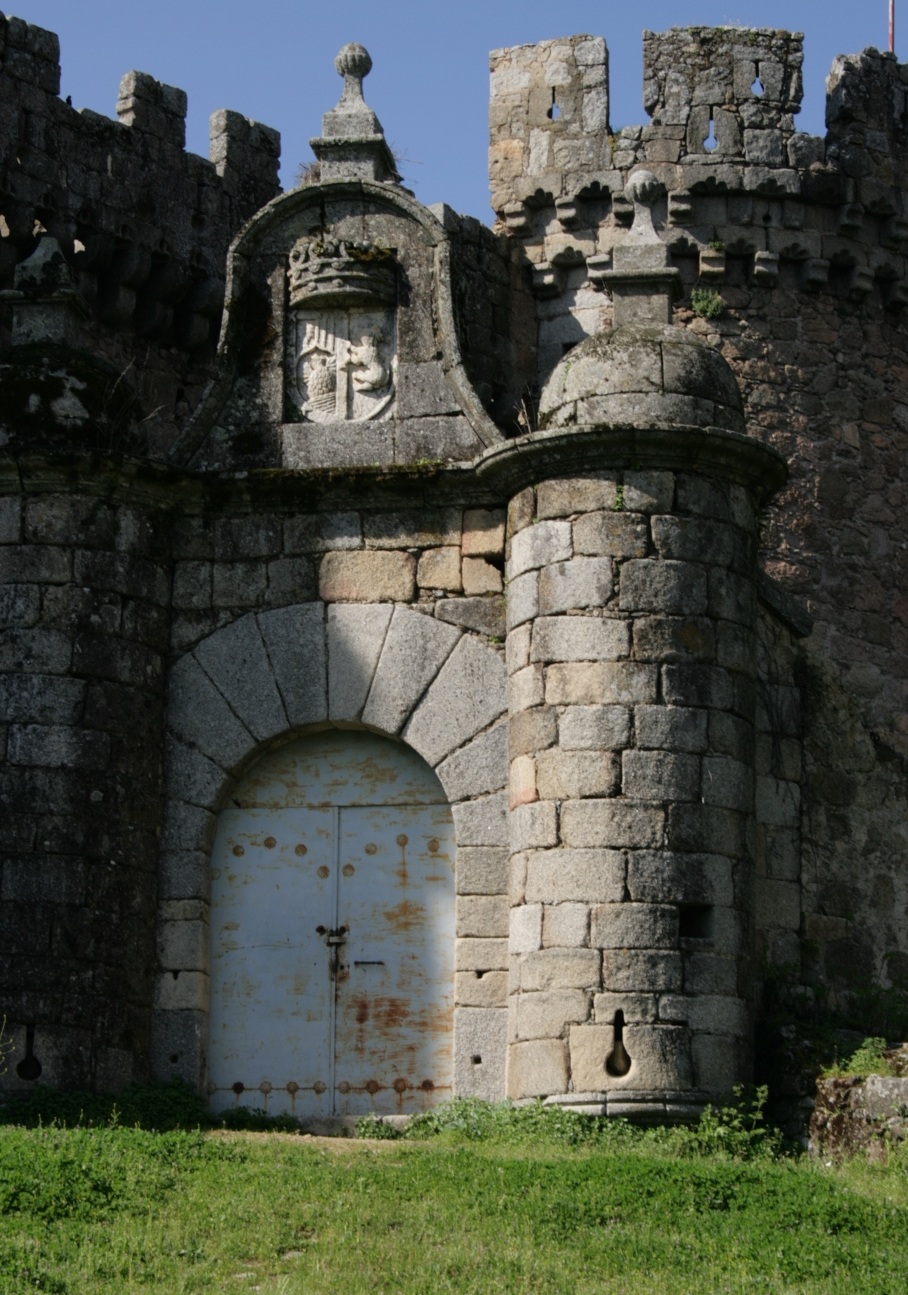
Castillo de Mombeltrán

Desde 1430 a 1453 fue señorío de Álvaro de Luna, con el nombre de Colmenar de Arenas, quedando como señora de la villa su viuda Juana de Pimentel hasta 1461.
El 12 de diciembre de 1461 la villa fue donada a Beltrán de la Cueva, duque de Alburquerque; sus herederos la mantuvieron en poder hasta 1812 (incorporación de los señoríos jurisdiccionales a la Corona). En 1462, un año más tarde de la donación, se impuso a la villa el nombre de Mombeltrán en referencia a su nuevo señor. Sin embargo Felipe II de España y sus sucesores le siguieron llamando El Colmenar, y no es hasta el reinado de Felipe V de España, rey francés que inaugura una nueva etapa monárquica, la de los Borbones, deroga los privilegios de la villa el 10 de junio de 1728, quedando desde entonces con el nombre de Mombeltrán.
Durante el siglo XVI Mombeltrán —controlada por el duque de Alburquerque— era una de las 18 comunidades de villa y tierra que conformaban el territorio de la actual provincia de Ávila. En 1587 la vicaría de Mombeltrán —perteneciente al obispado de Ávila— estaba formada por varios núcleos de población, además de la villa de Mombeltrán, conocidos como Arroyo Castaño, La Higuera, Las Torres, Lanzahíta, Villarejo, Las Cuevas, Santa Cruz, Perobernardo, Sancho Esteban, Mijares, Serranillos (anejo de Sancho Esteban) y Gavilanes (anejo de Mijares). En el transcurso de los siglos XVII y XVIII, diversos núcleos de población se fueron emancipando de la villa de Mombeltrán en varias etapas: Pedro Bernardo, Mijares y Lanzahíta (1668-1679); San Esteban, Las Cuevas y Villarejo (1693-1695); Santa Cruz del Valle y Gavilanes (1792). Sin embargo, estos territorios se mantuvieron como la villa de Mombeltrán bajo la jurisdicción del duque de Alburquerque, pues en el año 1752 todos los núcleos se encontraban bajo este señorío nobiliario.

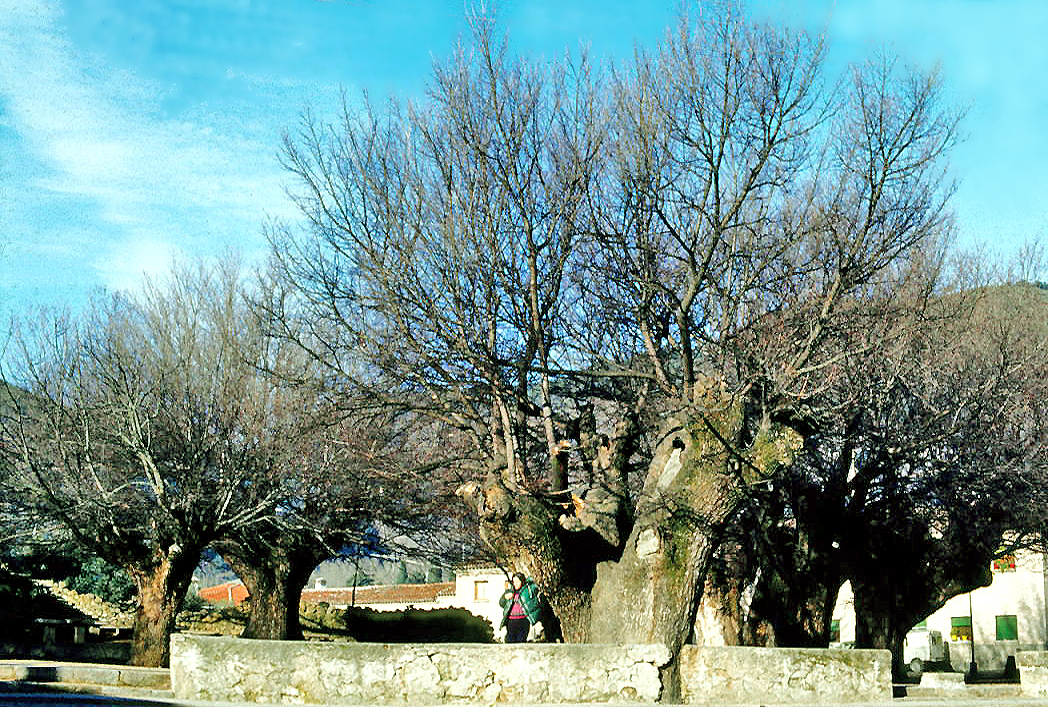
Mombeltrán a finales de los años 1970

En 1752, las reformas del Repertorio de la Renta del Tabaco situaron a la localidad dentro del «gran partido» o provincia de Talavera de la Reina aunque, de manera extraña, el contemporáneo Catastro del Marqués de la Ensenada, mantuvo a Mombeltrán y al resto de localidades de su «partido menor» fuera de la provincia de Talavera. Fue en cualquier caso en 1785, con las reformas económicas de Floridablanca, cuando se incorporó a Talavera de la Reina. En 1833, con la creación de la división provincial actual propiciada por la nueva organización territorial de Javier de Burgos aprobada por las Cortes, pasó a pertenecer al partido de Arenas de San Pedro y a la provincia de Ávila de manera definitiva. Al estallar la Guerra Civil (1936-1939), Mombeltrán y en general el valle del Tiétar, al sur de la sierra de Gredos —en contraste con el resto de la comunidad castellanoleonesa, que pasó en su mayor parte al control del bando sublevado al estallar el golpe de Estado— permanecieron en poder del bando republicano en un primer momento, hasta octubre de 1936. Durante 1936 se estableció en la localidad una milicia popular conocida como Milicias de la República.

## Demografía
Mombeltrán cuenta con una población de 916 habitantes (INE 2024).
| Gráfica de evolución demográfica de Mombeltrán entre 1842 y 2021                                                    |
| |
| Población de derecho según los censos de población del INE Población de hecho según los censos de población del INE |

## Administración y política

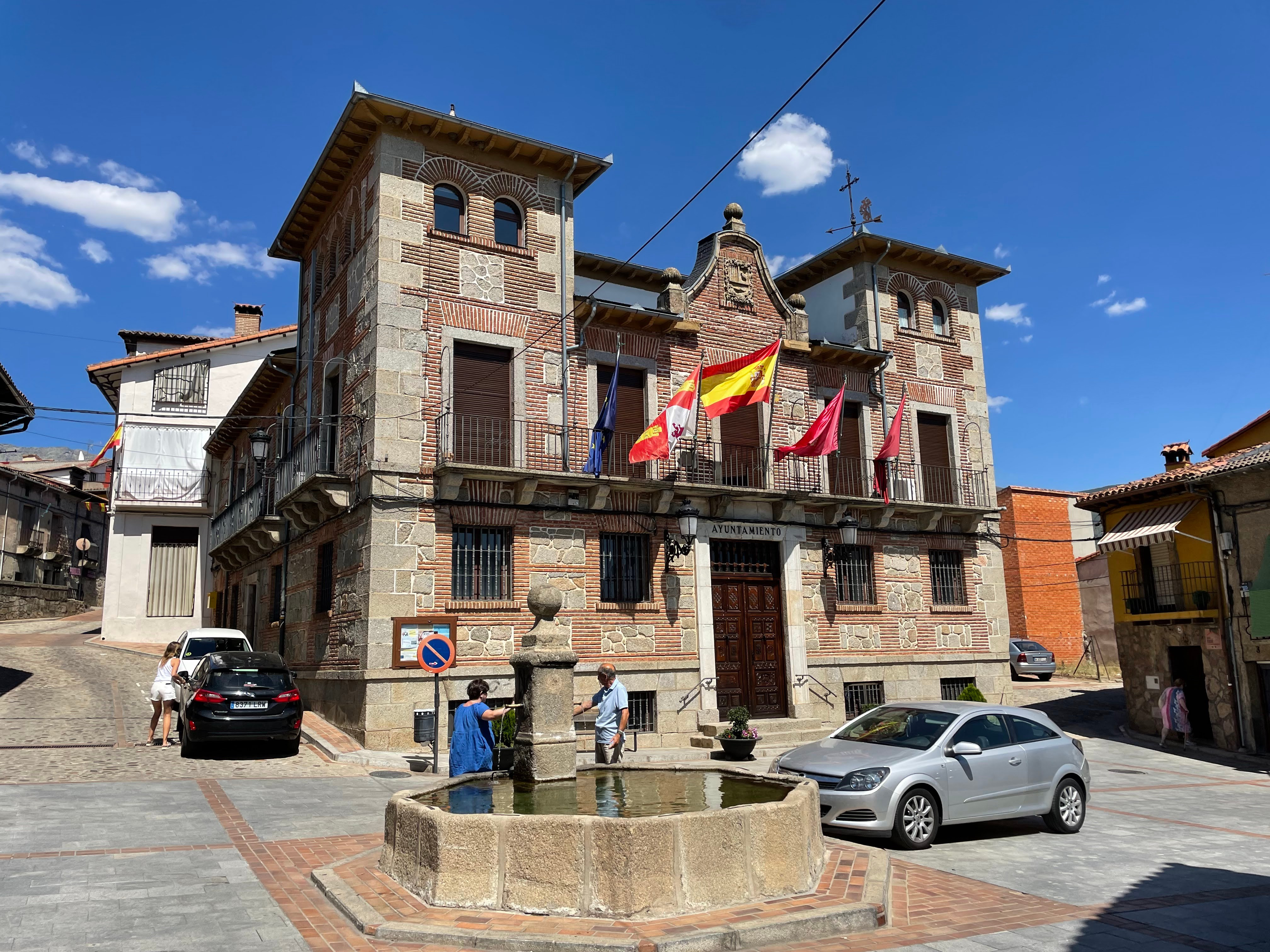
Ayuntamiento de Mombeltrán

| Candidaturas | Candidaturas         | 2023  | 2023  | 2023       |
| Candidaturas | Candidaturas         | Votos | %     | Concejales |
|              | Por Ávila (XAV)      | 388   | 66,78 | 6          |
|              | Partido Popular (PP) | 127   | 21,85 | 1          |

## Cultura

### Patrimonio
Castillo de los duques de Alburquerque

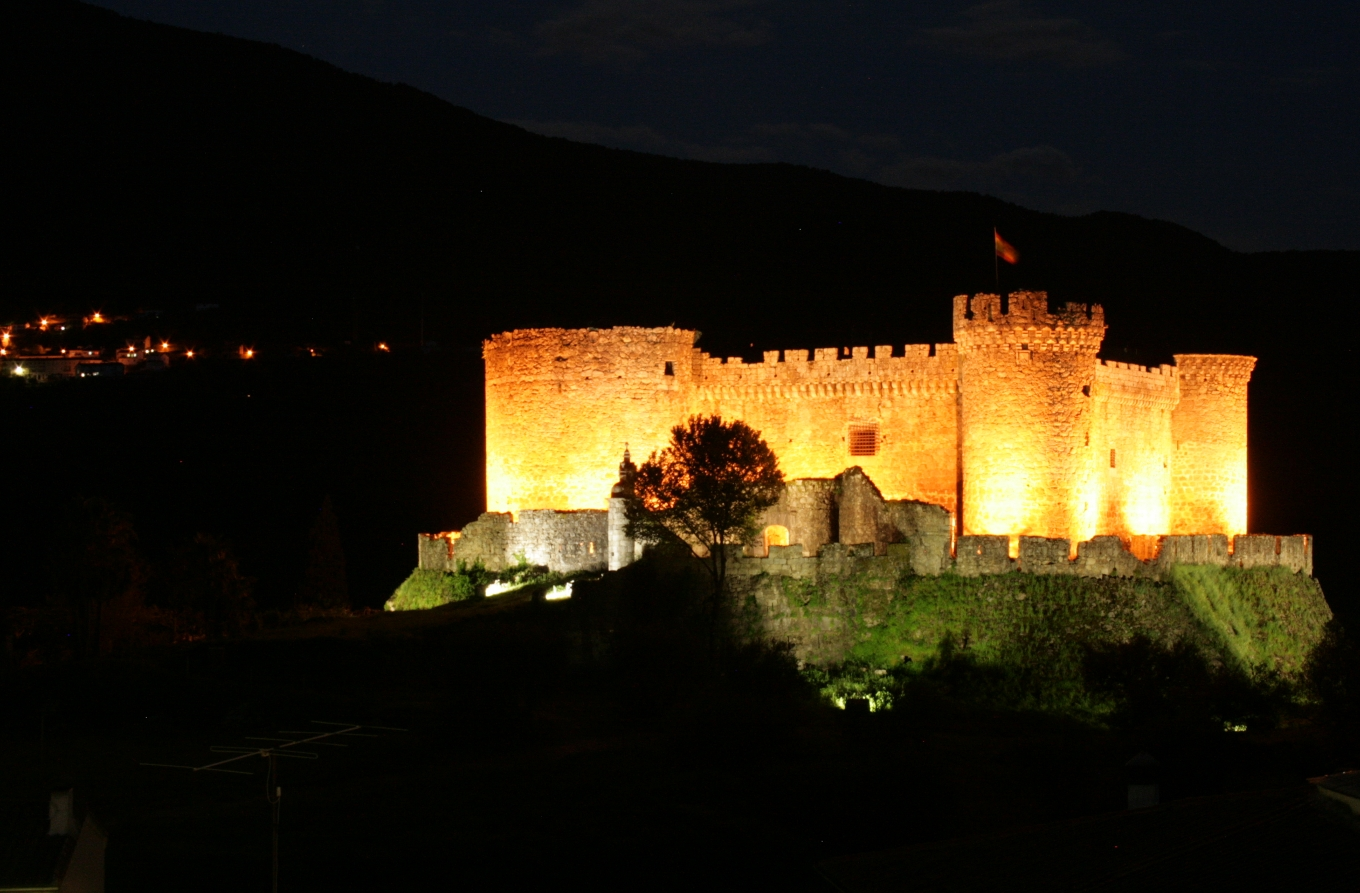
Vista nocturna del castillo

El castillo de Mombeltrán fue erigido por Beltrán de la Cueva, duque de Alburquerque en el siglo XV, y su traza ha sido atribuida a Juan Guas. Lo conforma una barbacana baja que delimita una planta rectangular con torres angulares, rematada por merlones. El segundo duque lo adaptó como palacio de residencia, y debió suprimir el foso y puente levadizo, edificando la portada renacentista actual. Cuenta con una iglesia subterránea a la que se puede acceder por una puerta "secreta". Actualmente no se puede entrar. Las sotierras son agujeros en las paredes en las que, con equipo se puede acceder a las mazmorras del castillo y a las antiguas bodegas que ahora no hay nada. A pesar de que su exterior se encuentra en buenas condiciones, el interior se halla muy deteriorado. Se articula mediante un patio central columnado, que permite el acceso a las diferentes estancias. El edificio ha permanecido en la casa de Alburquerque hasta la actualidad, y en 1949 fue declarado Bien de Interés Cultural.

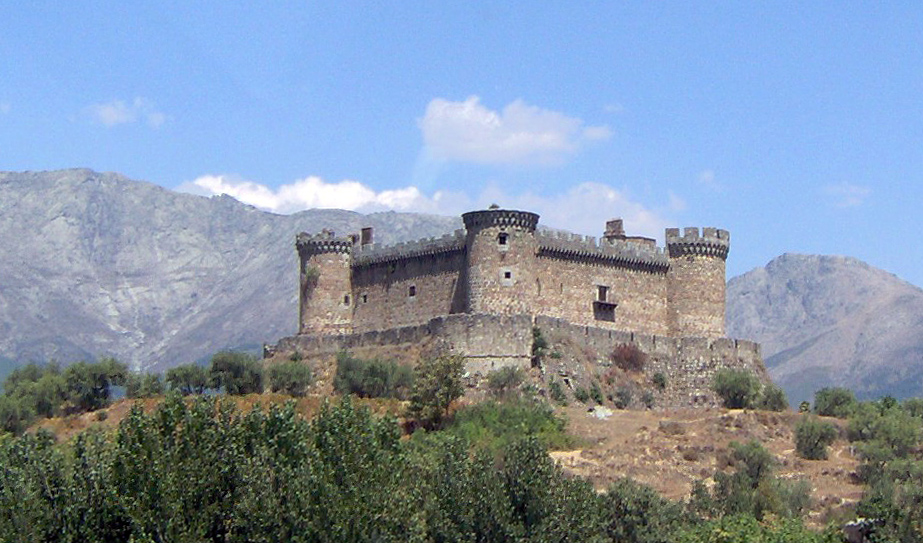
Castillo de Mombeltrán

Iglesia parroquial de San Juan Bautista

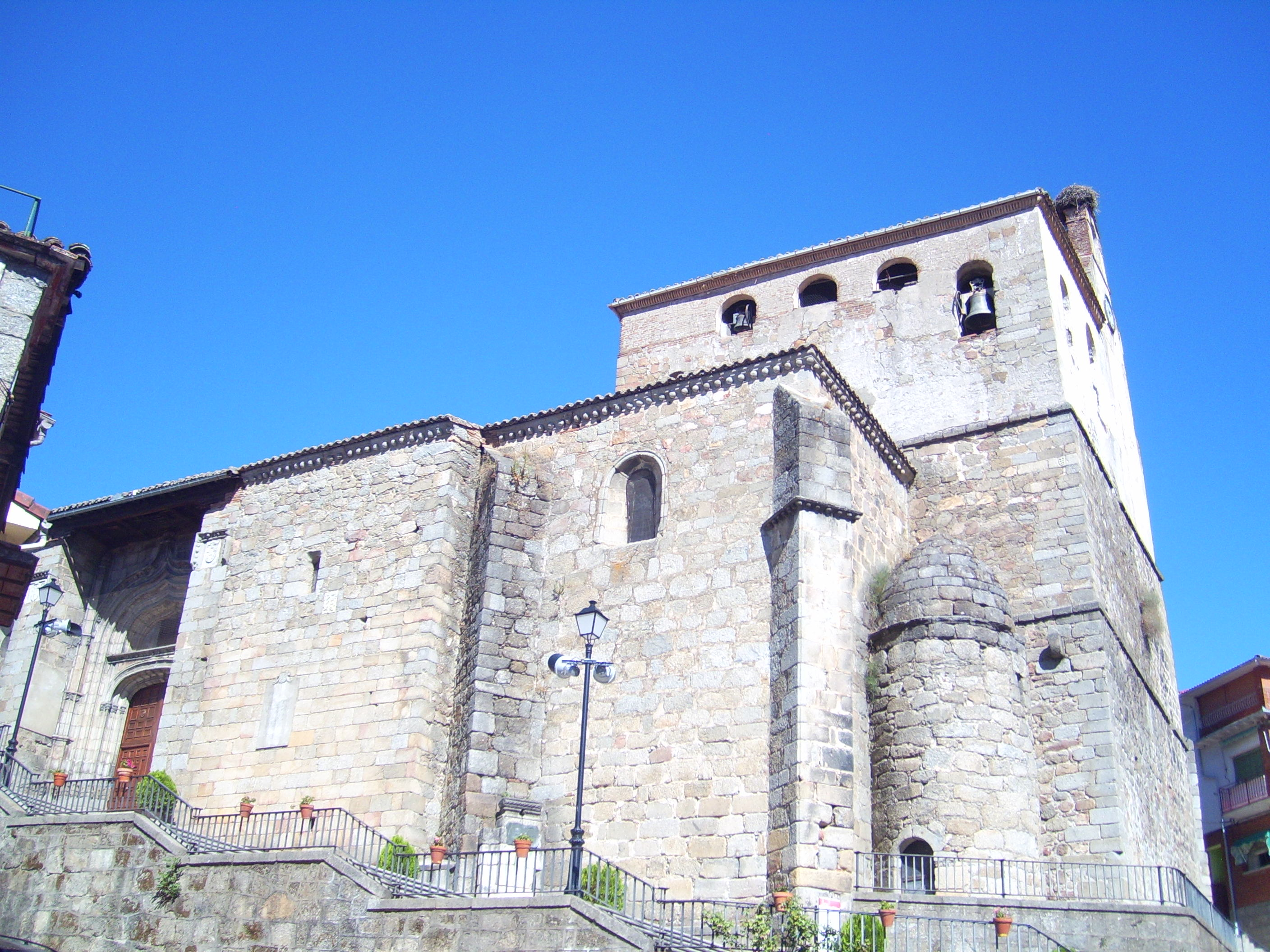
Iglesia de San Juan Bautista

La iglesia parroquial de San Juan Bautista fue construida entre los siglos XIV y XV, es de estilo gótico y fue declarada bien de interés cultural en 1982. Posee retablo mayor de estilo churrigueresco del siglo XVIII dedicado al santo titular, con pinturas de Salvatore Galvani en 1798. Destaca en su interior la capilla de San Andrés, en la que aparecen dos retablos, uno dedicado al titular y otro a la Virgen de la Paz. Otra capilla en el lado opuesto alberga a la patrona de la villa, Nuestra Señora de la Puebla, y custodia las imágenes de san Roque y san José. Otras piezas de interés son una imagen de la Virgen de las Angustias, obra de Gregorio Fernández, una tabla italiana del siglo XVI representando a la Virgen con el niño junto a ella o las rejas de la capilla gótica o la de la capilla mayor, atribuida a los hermanos Ramírez.
Hospital de san Andrés

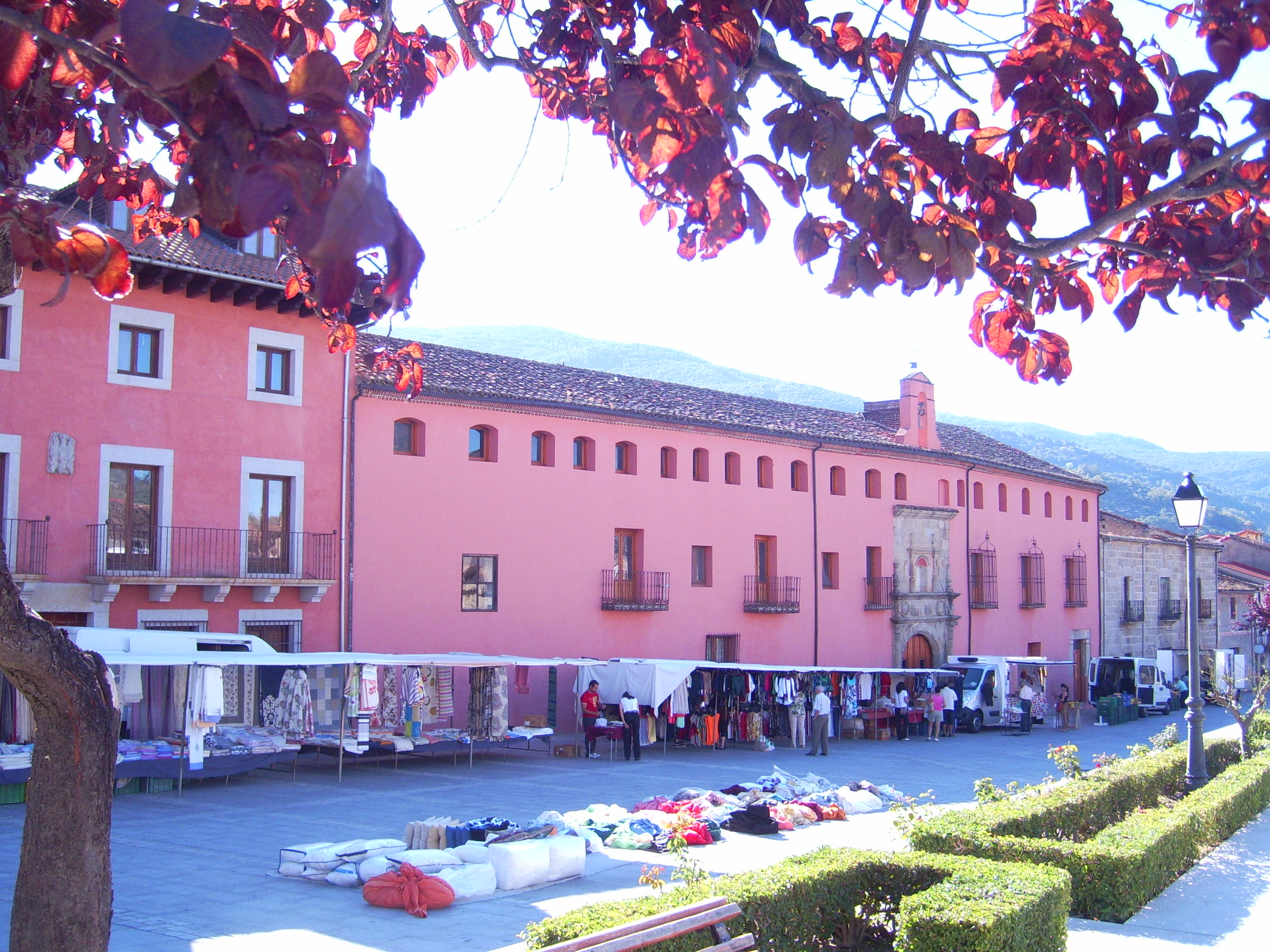
Hospital de San Andrés en día de mercado

Otro de los monumentos de la villa es el Hospital de san Andrés, fundado en 1517 por Ruy García Manso y Vivanco, prior de la santa iglesia de Ávila, para que fuera alivio de pobres y caminantes y consta de tres plantas. Su patio, que aún conserva el enlosado primitivo, se reedificó en 1797, por dirección de Alfonso Regalado Rodríguez, maestro arquitecto, con obra de ladrillo buena y originalmente dispuesta. Su pórtico es de estilo renacentista Cisneros, no muy posterior a la fundación y en su hornacina hubo una pintura de san Andrés. En su interior podemos observar un arco isabelino. Fue declarado bien de interés cultural el 9 de enero de 1976.
Parque y ermita de Nuestra Señora de la Soledad
Junto al castillo se construyó en los años cincuenta un parque donde los vecinos y visitantes pudieran descansar y disfrutar de los aromas de las distintas plantas que crecen, y que hoy es lugar de las principales atracciones musicales en las fiestas de verano. En el centro del parque se encuentra la ermita de Nuestra Señora de la Soledad, que cobra especial relevancia en los días previos a la Semana Santa donde la semana anterior a las citadas fiestas se celebra su novena.
Cruz del rollo

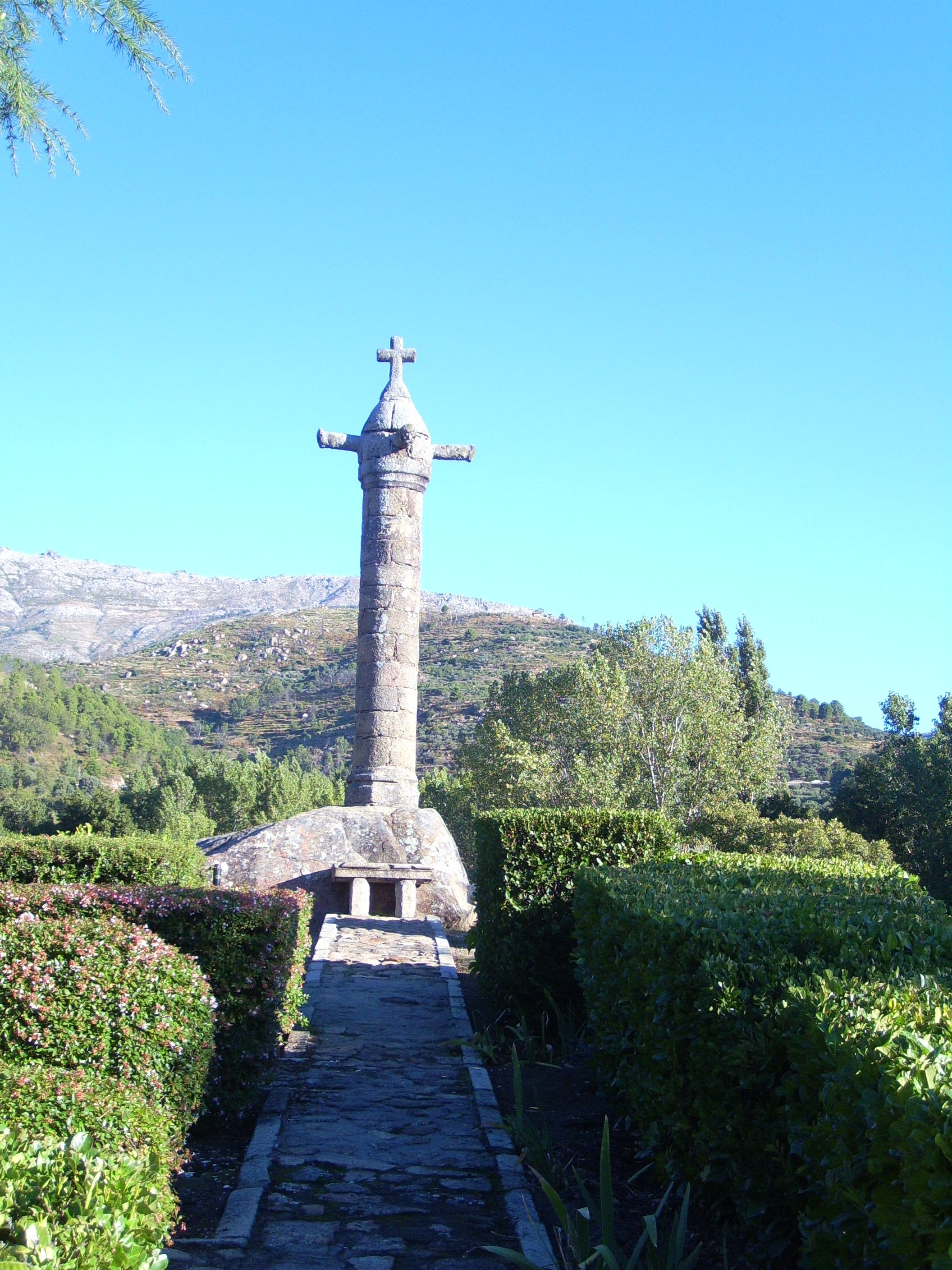
La Cruz del Rollo está situada en una de las entradas del pueblo

Este rollo es el símbolo de la justicia en la villa medieval que se instaló cuando Mombeltrán obtuvo el título de villazgo en 1393. Está situado en la antigua entrada principal al municipio que arrancaba de la calzada romana. Su ubicación es estratégica, ya que no se podía divisar desde el castillo, para que no se vieran a los ajusticiados

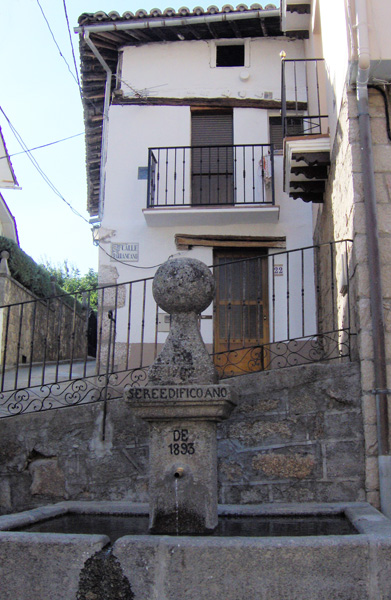
Pilón y arquitectura popular

### Patrimonio inmaterial
En la villa se celebran a lo largo del año tres fiestas:
- Fiestas de San Blas (3 de febrero) y de San Pedro Bautista (5 de febrero). Para San Blas se celebra la santa misa y después procesión mientras que el día 5 de febrero, día de San Pedro Bautista, hay misa y procesión y al atardecer se celebra el tradicional Vítor que consiste en recorrer a caballo las principales calles del pueblo cantando loores al santo.
- Fiestas en honor a la patrona de la villa, Nuestra Señora de la Puebla (día 2 de julio), del 1 al 5 de julio. La leyenda de esta virgen nos lleva a la Edad Media cuando un leñador estaba talando pinos en la finca de Las Pueblas y al cortar uno se encontró en su interior una pequeña imagen de una virgen de terracota del que según el hachazo la dejó torcido el cuello. Hoy día el último domingo de mayo se hace una romería a la finca de Las Pueblas donde los fieles van en su honor a rezarla a una ermita situada en esta donde pasan todo el día.
- Ferias y Fiestas en honor de la Asunción (15 de agosto) y al patrón de la villa, San Roque, (día 16 de agosto), del 14 al 19 de agosto.

Durante las fiestas de julio y agosto se celebran las procesiones, pasacalles y verbenas públicas en la Alameda de la Soledad todos los días. Asimismo se celebrarán festejos taurinos en una plaza portátil que se instala al efecto. Indicar que el día 19 de agosto, con el final de las fiestas, se ofrece gratuitamente a todos los asistentes una típica caldereta con la carne de los novillos lidiados el día anterior.